# Захарово (Сернурський район)
Заха́рово (рос. Захарово, марій. Сакар почиҥга) — присілок у складі Сернурського району Марій Ел, Росія. Входить до складу Чендемеровського сільського поселення.

## Населення
Населення — 43 особи (2010; 64 у 2002).
Національний склад (станом на 2002 рік):
- марі — 98 %